# روكي هيل
روكي هيل (بالإنجليزية: Rocky Hill)‏ هو مغني أمريكي، ولد في 1 ديسمبر 1946، وتوفي في 10 أبريل 2009 في هيوستن في الولايات المتحدة.

## وصلات خارجية
- روكي هيل على موقع ميوزك برينز (الإنجليزية)
- روكي هيل على موقع أول ميوزيك (الإنجليزية)
- روكي هيل على موقع ديسكوغز (الإنجليزية)